# Закшево (Нідзицький повіт)
Закшево (пол. Zakrzewo, нім. Groß Sakrau) — село в Польщі, у гміні Козлово Нідзицького повіту Вармінсько-Мазурського воєводства.
Населення — 162 особи (2011).
У 1975-1998 роках село належало до Ольштинського воєводства.

## Демографія
Демографічна структура станом на 31 березня 2011 року:
|          | Загалом | Допрацездатний вік | Працездатний вік | Постпрацездатний вік |
| -------- | ------- | ------------------ | ---------------- | -------------------- |
| Чоловіки | 85      | 15                 | 64               | 6                    |
| Жінки    | 77      | 20                 | 45               | 12                   |
| Разом    | 162     | 35                 | 109              | 18                   |